# Оруджев, Везир Сурхай оглы
Везир Сурхай оглы Оруджев (26 декабря 1956, Хорузлу, Тертерский район — 22 марта 1993, Гора Глобус, Тертерский район) — Национальный герой Азербайджана, погибший во время Первой карабахской войны.

## Биография

### Ранние годы
Родился 26 декабря 1956 года в селе Хорузлу Тертерского района в семье Сурхая и Махи Оруджевых. Отец был родом из области Дерелаиз, находившейся на территории Армянской ССР, и в 1949 году был переселён в числе 150 тысяч азербайджанцев в Азербайджан. Везир окончил среднюю школу, в 1974 году поступил в техникум легкой промышленности в Баку. В 1975 году был призван в армию и после демобилизации продолжил обучение. Свою трудовую деятельность начал на Тертерском хлебном заводе. С 1984 года жил и работал в селе Бельково Архангельской области. Услышав о Ходжалинской резне, в 1992 году вернулся в Азербайджан для участия в Карабахской войне.

### Участие в боях Карабахской войны

Могила Везира Оруджева на Аллее Шахидов в Баку

С 4 мая 1992 года воевал в составе Тартарского батальона. За это время дослужился до заместителя командира батальона, отвечал за разведку, участвовал в боях за Сарсанг, Чилдиран и др.
В бою за Агдере Оруджеву удалось взять в плен армянского военнослужащего.
1 сентября 1992 года в бою за деревню Чилдиран сумел подбить две машины с армянскими военными, а при попытке подорвать танк противника был ранен. После лечения 11 декабря вернулся в Архангельск чтобы справить с семьей свой день рождения. Вскоре вернулся на фронт.
22 марта 1993 года погиб во время боя за высоту Глобус в окрестностях Агдере. Похоронен на Аллее шахидов в Баку.

### Личная жизнь
Был женат, имел сына по имени Джамал, которому на момент гибели отца было шесть лет.

## Память
В 2015 году в Парке ветеранов в Тертере был установлен бюст Везира Оруджева. 3 июля того же года одна из улиц Тертера была названа в его честь.

## В искусстве
Сарраф Шируя написал поэму, посвящённую жизни Везира Оруджева «Родина назвала тебя сыном…».

## Награды
Указом президента Азербайджанской Республики № 495 от 27 марта 1993 года Везиру Сурхай оглы Оруджеву  присвоено звание Национального героя Азербайджана (посмертно).